# Kōhei Matsushita
Kōhei Matsushita (japanisch 松下 幸平 Matsushita Kōhei; * 24. Juli 1985 in der Präfektur Ishikawa) ist ein ehemaliger japanischer Fußballspieler.

## Karriere
Matsushita erlernte das Fußballspielen in der Schulmannschaft der Shizuoka Gakuen High School. Seinen ersten Vertrag unterschrieb er 2004 bei Júbilo Iwata. Der Verein spielte in der höchsten Liga des Landes, der J1 League. 2006 wechselte er zum Zweitligisten Ehime FC. Für den Verein absolvierte er 72 Ligaspiele. Danach spielte er bei Atlanta Silverbacks. Ende 2011 beendete er seine Karriere als Fußballspieler.

## Erfolge
Júbilo Iwata
- Kaiserpokal

Finalist: 2004